# Шаула (звёздная система)
Шаула́ (λ Sco / Лямбда Скорпиона) — вторая по яркости звёздная система в созвездии Скорпиона, и одна из ярчайших звёзд на ночном небе. Название Шаула происходит от араб. الشولاء‎ aš-šawlā´, что значит поднятый [хвост], поскольку она расположена в хвосте Скорпиона, который при наблюдении из северного полушария наблюдается как вскинутый конец (жало).
Шаула — кратная звезда с тремя наблюдаемыми компонентами. Первая, λ Скорпиона A, классифицируется как субгигант спектрального класса B. λ Скорпиона В — звезда 15-й величины — отстоит от компонента А на 42 угловые секунды, а λ Скорпиона С — звезда 12-й величины — на 95 угловых секунд от A. Не известно, ассоциированы ли эти компоненты физически с компонентом А. Если это так, то B находится на расстоянии около 7500 а.е., а C — 17000 а.е. (0,27 светового года) от A.
Спектральные измерения говорят о том, что компонент A состоит из системы трёх звёзд: двух звёзд класса В, вращающихся друг вокруг друга с периодом 6 дней, и звезды главной последовательности с низкой массой, вращающейся вокруг этой пары звёзд с периодом 1100 дней.